# Apicia irregulata
Apicia irregulata là một loài bướm đêm trong họ Geometridae.